# Prażmów (gemeente)
De gemeente Prażmów is een landgemeente in het Poolse woiwodschap Mazovië, in powiat Piaseczyński.
De zetel van de gemeente is in Prażmów (voorheen Wola Prażmowska).
Op 30 juni 2004 telde de gemeente 8312 inwoners.

## Oppervlakte gegevens
In 2002 bedroeg de totale oppervlakte van gemeente Prażmów 86,11 km², waarvan:
- agrarisch gebied: 68%
- bossen: 21%

De gemeente beslaat 16,99% van de totale oppervlakte van de powiat.

## Demografie
Stand op 30 juni 2004:
| Omschrijving                   | Totaal | Totaal | Vrouwen | Vrouwen | Mannen | Mannen |
| ------------------------------ | ------ | ------ | ------- | ------- | ------ | ------ |
| eenheid                        | aantal | %      | aantal  | %       | aantal | %      |
| inwoners                       | 8312   | 100    | 4216    | 50,7    | 4096   | 49,3   |
| bevolkingsdichtheid (inw./km²) | 96,5   | 96,5   | 49      | 49      | 47,6   | 47,6   |

In 2002 bedroeg het gemiddelde inkomen per inwoner 1193,18 zł.

## Plaatsen
Biały Ług, Bronisławów, Chosna, Dobrzenica, Gabryelin, Jaroszowa Wola, Jeziórko, Kamionka, Kędzierówka, Koryta, Krępa, Krupia Wólka, Kolonia Gościeńczyce, Ludwików, Ławki, Łoś, Nowe Wągrodno, Nowy Prażmów, Piskórka, Prażmów, Ustanów, Uwieliny, Wągrodno, Wilcza Wólka, Wola Prażmowska, Wola Wągrodzka, Zadębie, Zawodne.

## Aangrenzende gemeenten
Chynów, Góra Kalwaria, Grójec, Piaseczno, Tarczyn